# Miletus biggsii
Miletus biggsii är en fjärilsart som beskrevs av William Lucas Distant. Miletus biggsii ingår i släktet Miletus och familjen juvelvingar. Inga underarter finns listade i Catalogue of Life.

## Bildgalleri

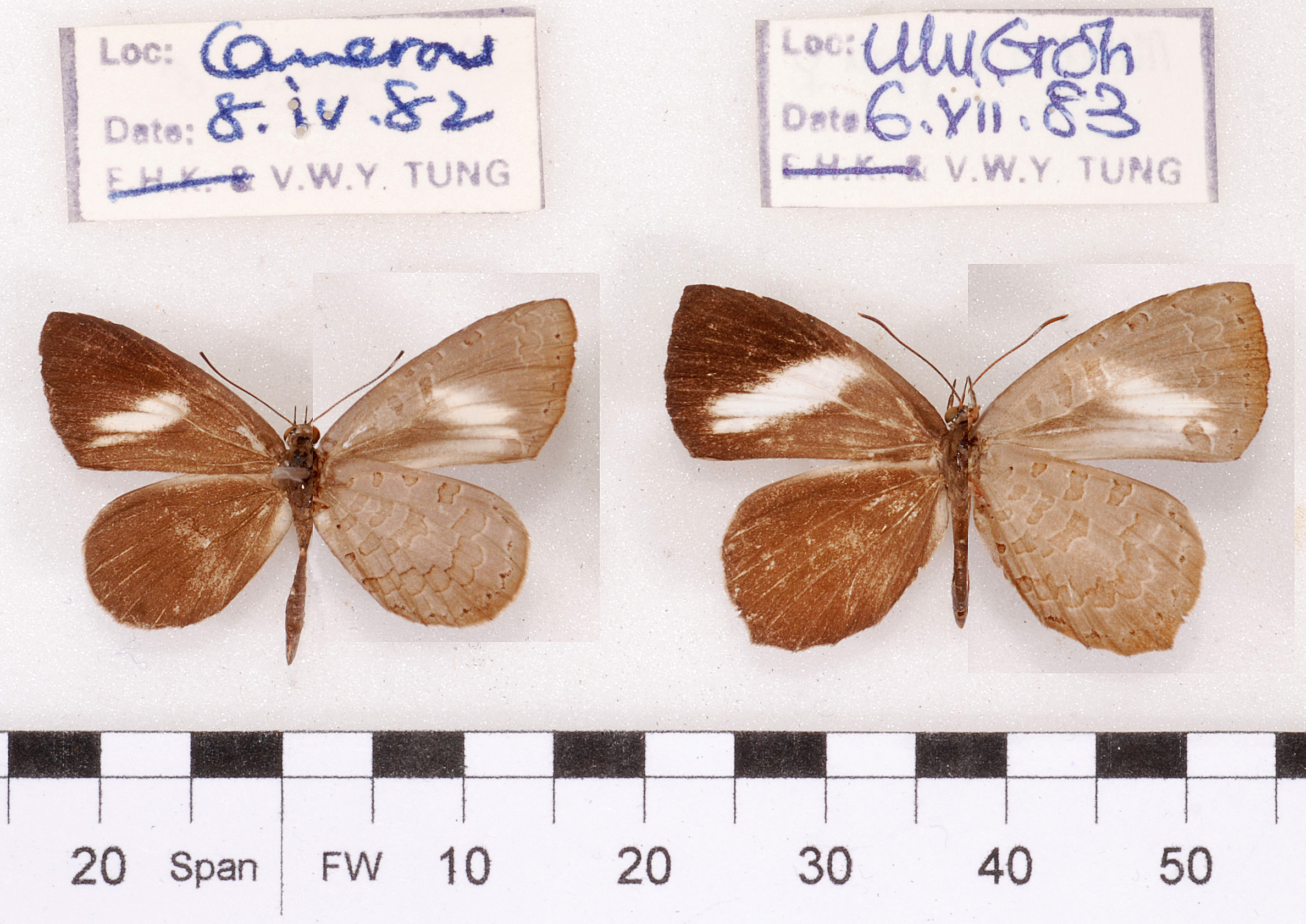